# Монфор, Оноре-Шарль д’Альбер
Оноре-Шарль д’Альбер (фр. Honoré-Charles d'Albert; 6 декабря 1669, Париж — 13 сентября 1704), герцог де Монфор, граф де Тур — французский генерал.

## Биография
Сын Шарля-Оноре д’Альбера, герцога де Люина, и Жанны-Мари-Терезы Кольбер.
Поступил на службу мушкетером в 1688 году и 14 сентября того же года получил должность четвёртого корнета роты шеволежеров гвардии. В кампанию того года служил в качестве мушкетера в армии Монсеньора и был при осадах Филиппсбурга, Мангейма и Франкенталя. По возвращении из этого похода отец передал ему герцогство Шеврёз под именем Монфора.
В 1689—1690 годах служил с ротой шеволежеров в Германской армии. В 1691 году был легко ранен при осаде Монса, 29 мая получил патент на ранг кампмейстера кавалерии и в сентябре с большим мужеством сражался в битве при Лёзе. В 1692 году был при осаде Намюра и в боях при Стенкерке и Тонгерене, где получил ранение.
23 марта 1693 стал третьим корнетом своей роты, в том году сражался в битве при Неервиндене и участвовал в осаде Шарлеруа. Продолжал службу во Фландрии до конца войны; последовательно став вторым корнетом своей роты (23.03.1693), бригадиром кавалерии (3.01.1696), первым корнетом (1.04.1697), лейтенантом роты шеволежеров после отставки своего отца (1.01.1702) и кампмаршалом (29.01.1702).
В качестве бригадира служил в Кудёнском лагере под Компьеном в 1698 году и в Германской армии, куда был определён 21 июня 1701 года с началом войны за Испанское наследство.
21 апреля 1702 года направлен как кампмаршал во Фландрскую армию, участвовал в бою под Нимвегеном, в следующем году в битве при Экерене. В 1704-м перешел с Фландрской армией в Эльзас. Был направлен эскортировать конвой с деньгами в Ландау. Выполнив поручение, на обратном пути у Белликена наткнулся на несколько неприятельских эскадронов, которые храбро атаковал, но в бою был ранен из пистолета в поясницу. Герцог был доставлен в главную квартиру в Лангкадале и через два часа скончался.
По словам герцога де Сен-Симона, к гибели Монфора привели следующие обстоятельства: после разгрома во Втором Гохштедтском сражении маршалы отступили за Рейн и стянули свои войска к Хагенау. Опасаясь осады противником Ландау, маршал Вильруа ограничился усилением тамошнего гарнизона, отказавшись прикрыть город силами полевой армии.

Ярость офицеров той армии не знала предела. Вскоре я получил письмо от герцога де Монфора, моего близкого друга, который писал, что по возвращении сломает свою шпагу и сделается парламентским президентом. Он всегда служил в армии маршала де Вильруа. Письмо было исполнено такого отчаяния, что, зная его кипучий нрав и храбрость, я испугался, как бы он не совершил какое-нибудь воинственное безумство, и написал ему, что заклинаю его, по крайней мере, не подставлять себя попусту под пули. Я, похоже, как в воду глядел.— Сен-Симон. Мемуары. 1701—1707. Кн. II. — М., 2016. — С. 551—552
Монфор сам вызвался командовать конвоем. Вильруа дважды отказывал, считая, что это не генеральское дело, но на третий раз уступил, чтобы отвязаться от назойливых просьб.

Он совершенно беспрепятственно доставил деньги в Ландау. На обратном пути, следуя в хвосте своего отряда, он увидел группу гарцующих гусар. Ему вздумалось напасть на них и по-карабинерски атаковать. Его удержали, но через некоторое время герцогу вместе с двумя офицерами все же удалось ускользнуть. Негодяи завертелись вокруг, затем повернули назад, рассыпались, вновь приблизились, и Монфор, увлеченный преследованием, внезапно оказался окружен и, сраженный выстрелом из карабина, раздробившим ему поясницу, упал — так что его едва успели подхватить и увезти. Он с искренним благочестием исповедался, горько сожалея о своей прошлой жизни, и по прибытии в главную квартиру почти сразу испустил дух. Ему не исполнилось ещё и тридцати пяти лет, и он был лишь пятью годами старше меня.— Сен-Симон. Мемуары. 1701—1707. Кн. II. — М., 2016. — С. 552
Поскольку Сен-Симон был близким другом герцога де Монфора и всей его семьи, он дает ему весьма благоприятную характеристику:

Изрядный ум, приятная ученость и природное обаяние заставляли забывать о его приземистой коренастой фигуре и изуродованном шрамом лице; он был храбр до безрассудства, исполнителен, необычайно талантлив в военном деле, справедлив, прост в речах и обращении с солдатами и офицерами, что не лишало его их уважения, и — ещё одно редкое качество — при огромном честолюбии он всегда был безупречно честен. Открытый и веселый взгляд, нрав мягкий и снисходительный, правдивость в сочетании с простотой и искренностью — все это делало его приятнейшим из людей, а общение с ним — истинным наслаждением. Он был верен в дружбе и очень дорожил ею, хотя в выборе друзей проявлял изрядную разборчивость, и всегда оставался лучшим сыном, лучшим мужем, лучшим братом и наилучшим из командиров, обожаемым своей ротой легкой кавалерии. Он был близким другом Таллара и Марсена, а равно и месье принца де Конти, который часто встречал его у месье де Люксембурга, любившего герцога как сына. Он пользовался также особым расположением месье герцога Орлеанского и был в таких прекрасных отношениях с монсеньором герцогом Бургундским, что с ним уже начинали считаться при дворе. Монсеньор также обращался с ним по-дружески, а Король с удовольствием беседовал с ним и отличал во всем. Он был не по возрасту уважаем при дворе, что не мешало ему оставаться в прекрасных отношениях со сверстниками, ибо своим обхождением он умел обезоружить завистников. Суровое воспитание, слишком долго державшее юношу в узде, сначала подтолкнуло его к разгульному образу жизни, отвратив от прилежания, каковое Король считал немалым достоинством, и весьма навредило его положению. Но затем он решил сойти с этой торной дороги, и данное решение явилось большой заслугой в глазах Короля. Залогом нашей дружбы стала моя близость с герцогом де Шеврёзом, его отцом, и с месье де Бовилье. Некоторое сходство во вкусах, склонностях, в любви и ненависти, в образе мыслей и поведении настолько упрочило эту дружбу, что у нас не было друг от друга секретов в серьёзных делах. Постоянная жизнь при дворе очень сближала нас. Его жена и мадам де Леви, его сестра, были задушевными подругами мадам де Сен-Симон, к которой мадам де Шеврёз и мадам де Бовилье относились как к родной дочери. А ежели обстоятельства разлучали нас, то мы писали друг другу бесчисленные письма. Гибель его стала для меня горчайшей утратой, и даже по прошествии стольких лет причиненная ею боль все ещё жива во мне. Можно себе представить, сколь велико было горе его семьи. Дети его были тогда ещё в младенческом возрасте.— Сен-Симон. Мемуары. 1701—1707. Кн. II. — М., 2016. — С. 552—553

## Семья
Жена (18.02.1694): Мари-Анн-Жанна де Курсийон (ум. 28.06.1718), единственная дочь Филиппа де Курсийона, маркиза де Данжо, и Франсуазы Морен
Дети:
- Шарль-Филипп (30.07.1695—2.11.1758), герцог де Люин
- Шарлотта-Мелани (10.09.1696—12.04.1761), монахиня, бессменная приоресса бенедиктинок Монтаржи
- Маргерит-Эстоши (2.10.1697—11.03.1736), монахиня-бенедиктинка в Монтаржи
- Поль (5.02.1703—21.01.1788), граф де Монфор, пехотный кампмейстер, после перехода в духовное сословие архиепископ Сансский, кардинал